# Pirapemas
Pirapemas est une municipalité brésilienne située dans l'État du Maranhão.